# 盐池河镇
盐池河镇位于湖北省十堰市代管之丹江口市西南部，是一个集山、老、苏、贫、边于一体的农业乡镇。
全镇辖12个行政村、1个居委会、75个村民小组，3310户、1.1万人，劳力6949人，区域面积196.7平方公里，耕地面积1.5万亩，山场面积29.96万亩，人均27亩。2010年全镇实现农村经济总收入8205万元，农民人均纯收入实现3347元。

## 行政区划
官山镇下辖以下地区：
盐池河社区、盐池湾村、武当口村、长滩河村、庄子村、大岭坡村、吴家河村、草房沟村、改板河村、黄草坡村、水竹园村、七星河村和三岔河村。